# Подвала (филм)
„Подвала” је југословенски ТВ филм из 1969. године. Режирао га је Јован Коњовић а сценарио је написао Милован Глишић.

## Улоге
| Глумац                 | Улога              |
| ---------------------- | ------------------ |
| Васа Пантелић          |                    |
| Бранислав Цига Јеринић |                    |
| Мија Алексић           | Вуле Пупавац       |
| Оливера Марковић       |                    |
| Павле Минчић           | Неша адвокат       |
| Северин Бијелић        |                    |
| Драган Оцокољић        |                    |
| Милка Лукић            |                    |
| Бранка Зорић           | (као Бранка Пешић) |
| Дара Вукотић Плаовић   |                    |
| Станислава Пешић       |                    |
| Михајло Викторовић     | Петко              |

Остале улоге ▼
| Глумац             | Улога              |
| ------------------ | ------------------ |
| Ратко Сарић        |                    |
| Ђорђе Пура         |                    |
| Радомир Поповић    | (као Раде Поповић) |
| Момчило Животић    |                    |
| Димитрије Станишић |                    |
| Живојин Јовановић  | Певач              |
| Предраг Матић Шане | Певач              |
| Никола Стефановић  | Певач              |